# Arquebisbat de Nova York
L'arquebisbat de Nova York (llatí: Archidioecesis Neo-Eboracensis) és una seu metropolitana de l'Església Catòlica als Estats Units, que pertany a la Regió eclesiàstica II (NY). El 2010 tenia 2.605.000 catòlics sobre una població de 5.789.000 d'habitants. Des de 2009 és regida per l'arquebisbe metropolità cardenal Timothy Michael Dolan.
Publica un diari quinzenal, el Catholic New York.

## Territori
L'axidiòcesi comprèn el següent territori dins de l'estat de Nova York:
- la ciutat de Nova York (districtes del Bronx, Manhattan i Staten Island),
- el comtat de Dutchess,
- el comtat d'Orange,
- el comtat de Putnam,
- el comtat de Rockland,
- el comtat de Sullivan,
- el comtat d'Ulster i
- el comtat de Westchester

El territori s'estén sobre 12.212 km² i està dividit en 370 parròquies.
La seu arquebisbal es troba al districte de Manhattan, a la ciutat de Nova York, on s'aixeca la catedral de Sant Patrici.

## Història
Inicialment, el territori que avui constitueix l'arquebisbat de Nova York formava part de la Prefectura Apostòlica dels Estats Units d'Amèrica, establerta el 26 de novembre de 1784. El 6 de novembre de 1789, la prefectura va ser elevada a diòcesi, i l'actual territori de l'arxidiòcesi de Nova York va quedar inclosa sota la jurisdicció de la diòcesi de Baltimore, encapçalada pel bisbe John Carroll.
En aquella època hi havia una gran mancança de preveres per administrar aquell immens territori. La primera església catòlica de la ciutat de Nova York va ser Sant Pere, a Barclay Street. El terreny va ser comprat a la Trinity Church, amb ajut financer del cònsol espanyol. Entre els seus feligresos hi ha Santa Elizabeth Ann Seton i el venerable Pierre Toussaint.
El 8 d'abril de 1808, mitjançant el breu apostòlic Ex debito el papa Pius VII elevà Baltimore a l'estatus d'arquebisbat; del qual Nova York passava a ser diòcesi sufragània. Al mateix temps es crearen les diòcesis de Filadèlfia, Boston, Bardstown i Nova York. Quan es va crear, la diòcesi cobria tot l'estat de Nova York, així com els comtats de Sussex, Bergen, Morris, Essex, Somerset, Middlesex i Monmouth, a Nova Jersey.
Com que el primer bisbe nomenat no va poder salpar d'Itàlia a causa del bloqueig napoleònic, Fr. Kohlman va ser nomenat administrador. Va organitzar la diòcesi i preparar les coses perquè es construís la catedral de San Patrici a Mulberry Street. Entre les dificultats que els catòlics van haver de fer front en aquella etapa va ser l'onada anti-catòlica regnant i el sistema escolar novaiorquès. Va sorgir un profund moviment nativista per mantenir els catòlics fora del país i per evitar que els que ja hi eren augmentessin.
El 23 d'abril de 1847 es va substraure territori de la diòcesi per formar les d'Albany i la de Buffalo. El 19 de juny de 1850 la seu va ser elevada a arquebisbat. El 29 de juliol de 1853 de nou es va substraure terreny de la diòcesi, aquesta vegada per formar les de Newark i Brooklyn. Finalment, es va prendre territori per formar la Prefectura Apostòlica de les Bahames (actualment l'arquebisbat de Nassau el 21 de març de 1929.

## Cronologia episcopal

### Bisbes de Nova York
- Richard Luke Concanen, O.P. † (8 d'abril de 1808 - 19 de juny de 1810 mort)
- John Connolly, O.P. † (4 d'octubre de 1814 - 6 de febrer de 1825 mort)
- John Dubois, P.S.S. † (23 de maig de 1826 - 20 de desembre de 1842 mort)

### Arquebisbes de Nova York
- John Joseph Hughes (20 de desembre de 1842 - 3 de gener de 1864 mort)
- John McCloskey † (6 de maig de 1864 - 10 d'octubre de 1885 mort)
- Michael Augustine Corrigan † (10 d'octubre de 1885 - 5 de maig de 1902 mort)
- John Murphy Farley † (15 de setembre de 1902 - 17 de setembre de 1918 mort)
- Patrick Joseph Hayes † (10 de març de 1919 - 4 de setembre de 1938 mort)
- Francis Joseph Spellman † (15 d'abril de 1939 - 2 de desembre de 1967 mort)
- Terence James Cooke † (2 de març de 1968 - 6 d'octubre de 1983 mort)
- John Joseph O'Connor † (26 de gener de 1984 - 3 de maig de 2000 mort)
- Edward Michael Egan (11 de maig de 2000 - 23 de febrer de 2009 retirat)
- Timothy Michael Dolan, des del 23 de febrer de 2009

## Demografia de l'arquebisbat
El 2010 la població catòlica de l'arquebisbat era de poc menys de dos milions i mig de persones. Eren servits per 932 preveres arxidiocesans i 913 preveres d'ordes regulars. A l'arxidiòcesi, a més, treballaven 359 diaques permanents, 1.493 religiosos i 3.153 monges.
En comparació, el 1929 la població catòlica a l'arxidiòcesi era d'1.273.291 persones. Hi havia 1.314 clergues actius i 444 esglésies. També hi havia 170.348 infants en institucions educatives catòliques o de benestar.
El 1959 hi havia 7.913 monges i religioses de 103 ordes diferents.
| any  | Població  | Població  | Població | Sacerdots | Sacerdots | Sacerdots | Sacerdots             | Diaques | Religiosos | Religiosos | Parròquies |
| any  | batejats  | total     | %        | nombre    | regulars  | seculars  | batejats per sacerdot | Diaques | homes      | dones      | Parròquies |
| 1900 | 1.000.000 | ?         | ?        | 449       | 227       | 676       | 1.479                 |         |            |            | 259        |
| 1910 | 1.219.920 | ?         | ?        | 605       | 324       | 929       | 1.313                 |         |            |            | 331        |
| 1950 | 1.260.328 | 4.900.000 | 25,7     | 2.100     | 1.114     | 986       | 600                   |         | 2.264      | 7.246      | 395        |
| 1962 | 1.651.400 | 4.950.000 | 33,4     | 2.533     | 1.260     | 1.273     | 651                   |         | 1.256      | 8.562      | 403        |
| 1970 | 1.850.000 | 5.500.000 | 33,6     | 2.678     | 1.210     | 1.468     | 690                   |         | 3.158      | 7.444      | 407        |
| 1976 | 1.880.788 | 5.147.200 | 36,5     | 2.189     | 1.352     | 837       | 859                   | 31      | 1.832      | 6.044      | 407        |
| 1980 | 1.851.000 | 5.077.000 | 36,5     | 2.529     | 1.146     | 1.383     | 731                   | 116     | 2.021      | 5.700      | 410        |
| 1990 | 2.223.290 | 5.115.000 | 43,5     | 2.444     | 1.006     | 1.438     | 909                   | 286     | 1.942      | 4.533      | 412        |
| 1999 | 2.371.355 | 5.254.300 | 45,1     | 1.892     | 882       | 1.010     | 1.253                 | 320     | 419        | 3.707      | 413        |
| 2000 | 2.407.393 | 5.276.400 | 45,6     | 1.998     | 1.006     | 992       | 1.204                 | 277     | 1.560      | 3.375      | 412        |
| 2001 | 2.388.047 | 5.276.900 | 45,3     | 2.008     | 1.023     | 985       | 1.189                 | 343     | 1.458      | 3.376      | 412        |
| 2002 | 2.471.742 | 5.492.762 | 45,0     | 1.944     | 1.017     | 927       | 1.271                 | 354     | 1.438      | 3.267      | 411        |
| 2003 | 2.488.146 | 5.529.214 | 45,0     | 1.811     | 935       | 876       | 1.373                 | 354     | 1.442      | 3.269      | 411        |
| 2004 | 2.521.087 | 5.602.418 | 45,0     | 1.835     | 922       | 913       | 1.373                 | 359     | 1.493      | 3.153      | 409        |
| 2009 | 2.605.000 | 5.789.000 | 45,0     | 1.783     | 932       | 851       | 1.461                 | 290     | 1.340      | 2.840      | 370        |

## Dates senyalades a l'arxidiocesi
- 4 de gener – memòria de santa Elizabeth Ann Seton, nativa de Nova York.
- 5 de gener – memòria de sant John Neumann, ordenat prevere de Nova York.
- 18 de febrer – aniversari de l'elevació a cardenal de l'arquebisbe Dolan pel Papa Benet XVI (2012)
- 23 de febrer – aniversari del nomenament de l'arquebisbe Dolan pel Papa Benet XVI (2009)
- 17 de març – solemnitat de sant Patrici, patró de l'arquebisbat i de la catedral
- 8 d'abril – aniversari de l'establiment de la diòcesi de Nova York (1808)
- 15 d'abril – aniversari de la instal·lació de l'arquebisbe Dolan (2009)
- 5 de maig – memòria del beneït Edmund Rice, fundador dels Germans Cristians Irlandesos
- 14 de juliol – memorial de santa Kateri Tekakwitha, que va néixer a Albany, llavors part de la diòcesi de Nova York (primera indígena nord-americana que puja als altars)
- 5 de setembre – memorial de la beneïda Teresa de Calcuta, qui feu tasca missionera al Bronx
- 5 d'octubre – aniversari de la dedicació de la catedral de Sant Patrici
- 13 de novembre – memorial de santa Francesca Saverio Cabrini, missionera a Nova York

## Sants, beats i venerables novaiorquesos
- Santa Elizabeth Ann Seton, també coneguda com la «Mare Seton» (Mother Seton), fundadora de les Germanes de la Caritat de Sant Josep; és la primera ciutadana nativa dels Estats Units que va ser canonitzada.
- Santa Francesca Saverio Cabrini, també coneguda com la «Mare Cabrini» (Mother Cabrini), fundà les Germanes Missioneres del Sagrat Cor, és la primera ciutadana dels Estats Units que va ser canonitzada.
- Sant Isaac Jogues, missioner i màrtir jesuïta, actiu al nord de l'estat de Nova York abans de la creació de la diòcesi de Nova York.
- Sant John Nepomucene Neumann, ordenat prevere a Nova York, després ingressà als Redemptoristes, bisbe de Filadèlfia (1852-60), va ser el primer bisbe estatunidenc en ser canonitzat.
- Santa Kateri Tekakwitha, que va néixer a Albany, llavors part de la diòcesi de Nova York; és la primera indígena nord-americana que puja als altars
- Venerable Fulton Sheen, bisbe de Rochester
- Venerable Pierre Toussaint
- Venerable Terence Cooke, cardenal arquebisbe de Nova York
- Servent de Déu Isaac Thomas Hecker, fundador dels Pares Paulistes
- Servent de Déu Vincent Robert Capodanno, capellà de la US Navy durant la guerra de Vietnam, receptor de la Medalla d'Honor
- Serventa de Déu Dorothy Day, actualment[Quan?] la seva causa de santedat és investigada a Roma.
- Serventa de Déu Rose Hawthorne Lathrop, fundadora de les Germanes Dominiques de Hawthorne.